# Tamara Boroš
Tamara Boroš (Senta, 19 dicembre 1977) è una tennistavolista croata.